# Pascagoula
Pascagoula är en stad (city) i Jackson County i delstaten Mississippi i USA. Staden hade 22 010 invånare, på en yta av 63,48 km² (2020). Pascagoula är administrativ huvudort (county seat) i Jackson County.
I staden ligger ett skeppsvarv där Ingalls Shipbuilding bygger fartyg åt amerikanska flottan.